# Essad Pascha Toptani

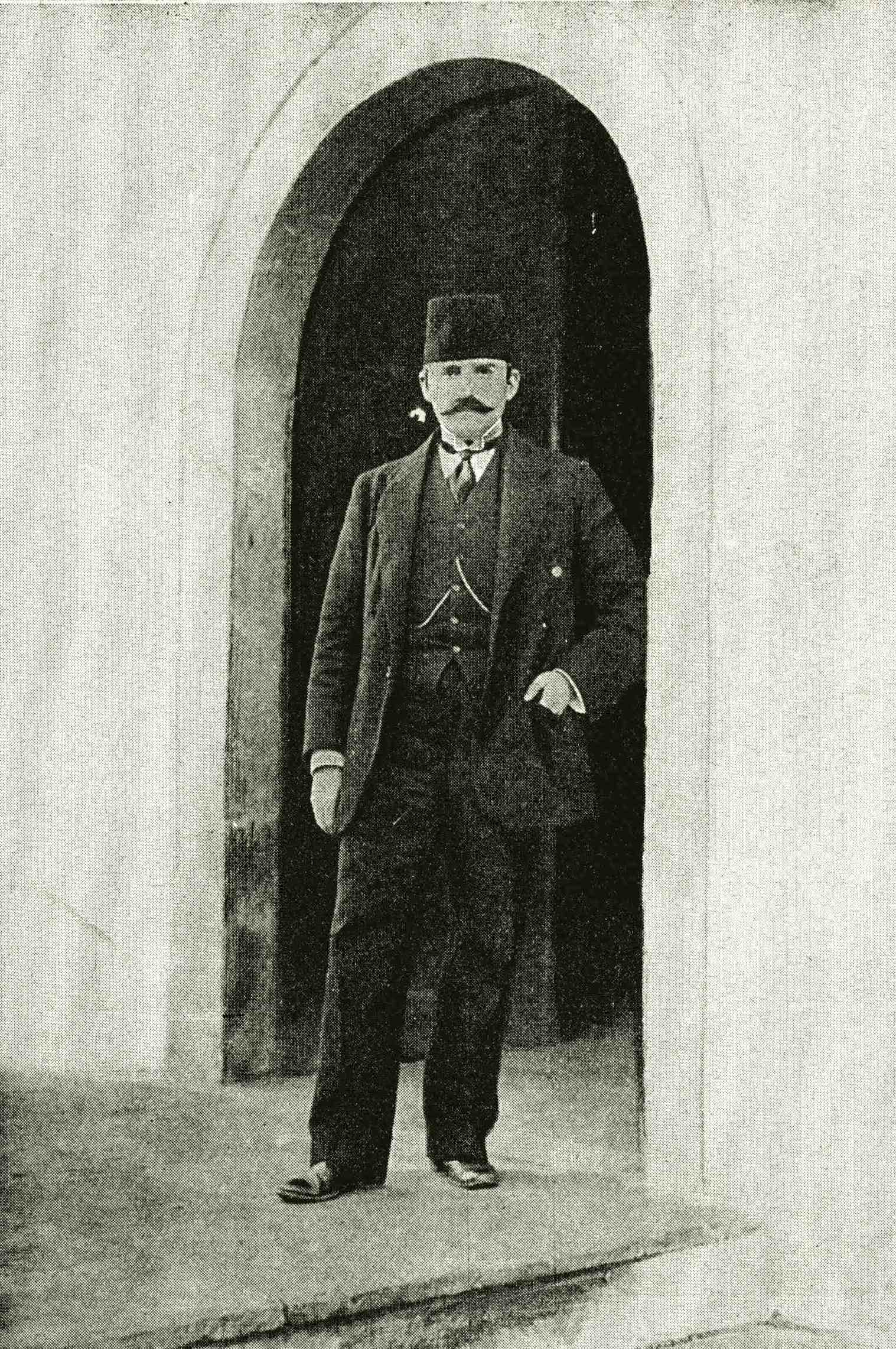
Essad Pascha Toptani (1914)

Essad Pascha Toptani (albanisch Esat Pashë Toptani; * 1863 in Tirana; † 13. Juni 1920 in Paris) war ein osmanischer Militär und albanischer Politiker.

## Leben
Essad Pascha entstammte einer Grundbesitzerfamilie, die ausgedehnte Ländereien in Mittelalbanien besaß. Er diente als Offizier zunächst in der Konstantinopeler Palastgarde der osmanischen Armee, dann in der türkischen Polizeitruppe. Anfang des 20. Jahrhunderts, als Albanien noch zum Osmanischen Reich gehörte, unterstützte er die reformorientierten Jungtürken. Er war Mitglied der Delegation, die Sultan Abdülhamid II. seine Absetzung mitteilte.
Danach kehrte er nach Albanien zurück, um dort die Nationalbewegung Rilindja im Sinn der Jungtürken zu führen. Ab 1909 war er Parlamentsabgeordneter in Konstantinopel (heute Istanbul). Während des Ersten Balkankrieges wurde er als Kommandant eines Reserveheeres nach Shkodra geschickt, dort ließ er den türkischen Stadtkommandanten Riza Pascha, der die Stadt an die soeben gebildete albanische Regierung übergeben wollte, im Januar 1913 ermorden. Anschließend übergab er die Stadt an die belagernden Montenegriner im Gegenzug für eine montenegrinische Anerkennung seines Anspruchs, König von Albanien zu werden.

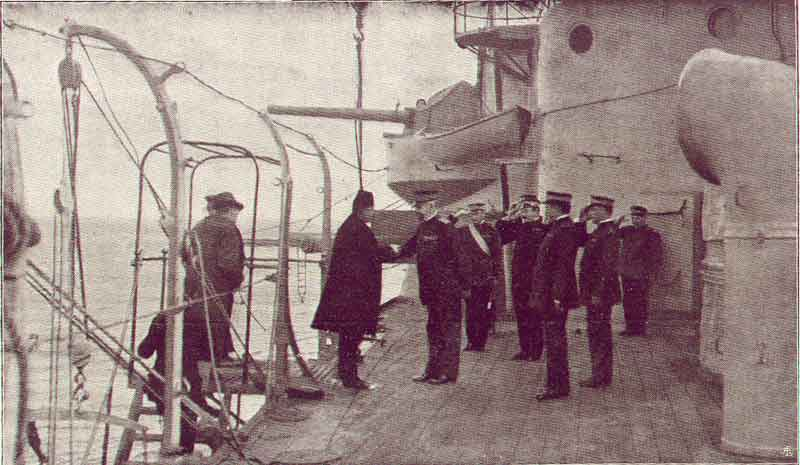
Essad Pascha beim Verlassen von Durrës 1916

In den Wirren nach der albanischen Unabhängigkeitserklärung versuchte Essad Pascha, einen Anteil an der Macht zu erringen und gab im Mai 1913 in Cetinje seinen Anspruch auf den (noch zu schaffenden) albanischen Thron unter türkischem Protektorat bekannt. Um sich seine Loyalität zu sichern, berief Wilhelm zu Wied – 1914 als Deutscher von der Londoner Botschafterkonferenz zum Fürst von Albanien bestimmt – ihn im Februar dieses Jahres als Innen- und Kriegsminister in sein Kabinett. Doch bereits im Mai wurde er entlassen und vorübergehend verhaftet, weil er gegen den deutschstämmigen Fürsten konspiriert hatte. Essad Pascha wurde auf einem italienischen Kriegsschiff nach Italien gebracht. Er kehrte im September zurück, als Wilhelm zu Wied Albanien wegen des Ausbruchs des Ersten Weltkriegs verlassen hatte. Mit serbischer und italienischer Unterstützung besetzte er Tirana und Durrës und schwang sich am 5. Oktober zum Regierungschef auf. Er beherrschte weite Teile Mittelalbaniens, die Verwaltung wurde völlig von Serbien kontrolliert. Seinen Finanzminister ließ er umstandslos ermorden. Ende 1915 wurde Serbien von Österreich-Ungarn und Bulgarien geschlagen. Daraufhin floh Essad Pascha nach Italien, das ihm schon 1914 Asyl gewährte. Die Truppen der Donaumonarchie und Bulgariens konnten Essad Paschas Machtbereich in Albanien besetzen und bis 1918 halten.
Nach Kriegsende ging er nach Paris, wo er hoffte, als Vertreter Albaniens auf der Friedenskonferenz zugelassen zu werden. Die Delegierten der Triple Entente ignorierten ihn allerdings. Inzwischen hatte sich die Situation im heimatlichen Albanien geändert. Essad Paschas Gefolgschaft war zerfallen und andere Kräfte hatten in Tirana das Sagen. Er konnte nicht mehr zurückkehren, sondern blieb in Paris im Exil. Dort wurde er am 13. Juni 1920 von Avni Rustemi, einem jungen albanischen Lehrer und Politiker, ermordet. Die Tat machte Rustemi in Albanien sehr populär, denn viele Albaner betrachteten die Kooperation Essad Paschas mit den Montenegrinern, türkischen Osmanen und Serben als Verrat. Der Journalist Joseph Swire (1903–1978) bezeichnete Essad Pascha als „einen der skrupellosesten Abenteurer, die jemals in der Politik notorisch wurden.“